# Зайцев, Николай Алексеевич
Николай Алексеевич За́йцев (27 января 1922, Ломакино, Нижегородская губерния — 3 декабря 1967, Горький) — советский инженер-судостроитель, один из основных разработчиков первых советских судов на подводных крыльях «Ракета», «Комета», «Метеор», «Беларусь», «Спутник», «Вихрь», лауреат Сталинской и Ленинской премий.

## Биография

### Ранние годы
Родился 27 января 1922 года в селе Ломакино (ныне Гагинский район, Нижегородская область).
В 1930 году семья переехала в город Горький где, в том же году, Николай поступил в первый класс школы № 16, которую окончил в 1940 году. Окончил Нижегородский индустриальный институт. В студенческие годы увлекался яхтами, на этой почве близко познакомился с Ростиславом Алексеевым, стал профессиональным яхтсменом. Зайцев был победителем 6-й Поволжской парусной регаты 1945 года. В 1946 году принимал участие в первенстве СССР по парусному спорту. Также увлекался лыжными гонками, туризмом, охотой и рыболовством.

### Работа в судостроении
По окончании 1945 году с отличием кораблестроительного факультета Горьковского политехнического института был приглашён Р. Е. Алексеевым в научно-исследовательскую гидродинамическую лабораторию на заводе «Красное Сормово», где работал ведущим специалистом по силовым установкам, системам и устройствам. Внёс значительный вклад в создание первых советских судов на подводных крыльях.
В 1951 году, за участие в создании принципиально новых типов судов, удостоен Сталинской премии второй степени.
С 1958 года Зайцев работал главным инженером — заместителем главного конструктора ЦКБ по судам на подводных крыльях. В 1962 году, в числе 10 инженеров ЦКБ, стал лауреатом Ленинской премии.

### Смерть

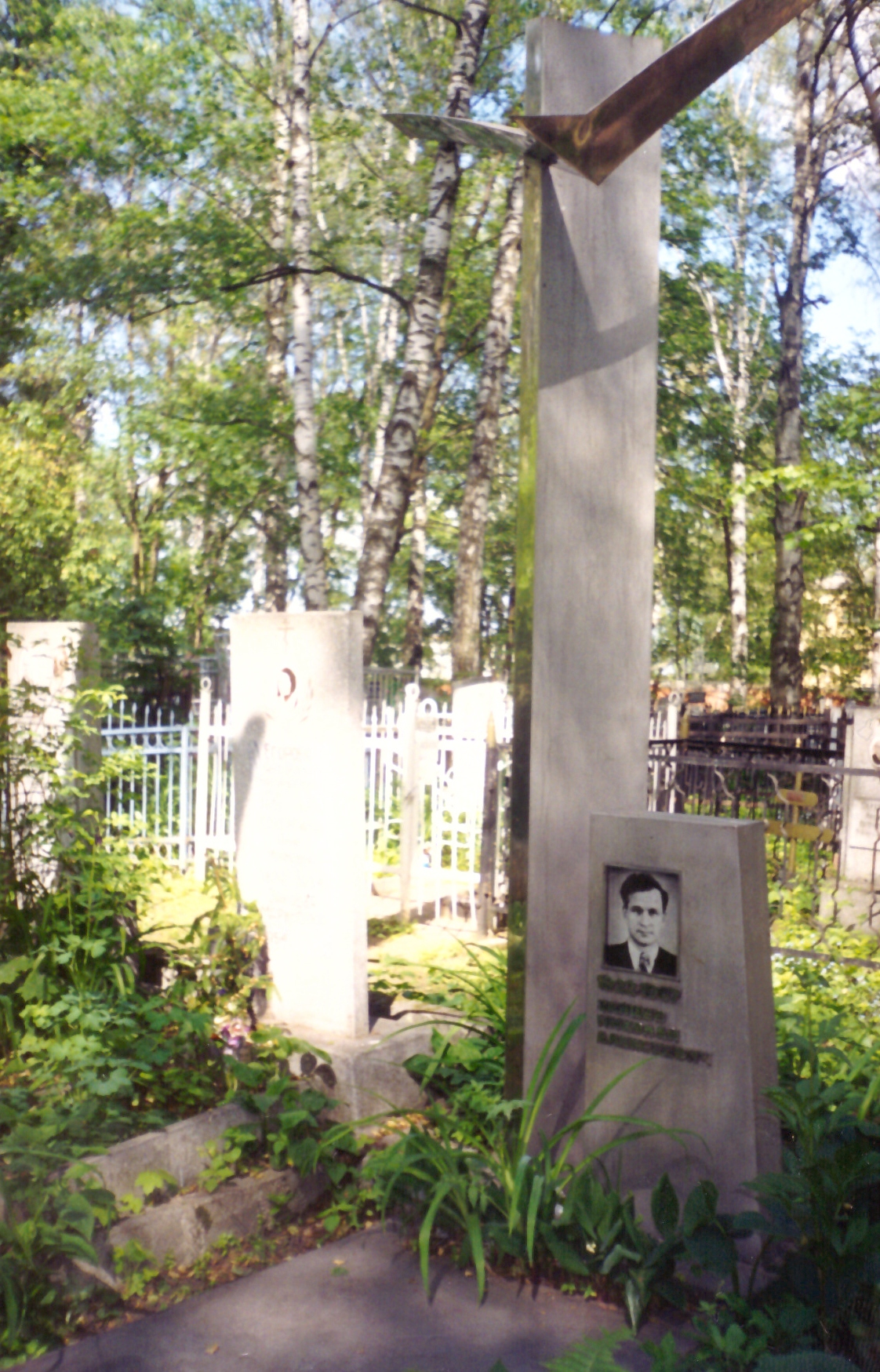
Могила Н. А. Зайцева на Бугровском кладбище в Нижнем Новгороде

Николай Алексеевич Зайцев умер 3 декабря 1967 года, он похоронен в Горьком на Бугровском кладбище.

### Семья
В 1946 году Зайцев женился на Валентине Михайловне Егоровой, а в 1948 году у них родилась дочь Светлана.

## Награды и премии
- Сталинская премия второй степени (1951) — за разработку судов на подводных крыльях
- Ленинская премия (1962) — за создание скоростных пассажирских речных судов на подводных крыльях
- орден Трудового Красного Знамени (1966)
- Большая серебряная медаль ВДНХ СССР (1960), другие медали

## Память
- В честь Зайцева названа улица в Сормовском районе Нижнего Новгорода[2]
- Имя Зайцева присвоено Центральной детской библиотеке Нижнего Новгорода[1]